# Игри на добра воля
Игрите на добра воля (на английски: Goodwill Games) са международно спортно състезание, алтернатива на Олимпийските игри.
Тяхното учредяване става през 1985 г. като реакция на продължаващата криза в олимпийското движение, свързана с бойкота на Олимпийските игри в Москва и Лос Анджелис от двата политически блока в света.
Инициатор на Игрите на добра воля, собственик на правата за провеждането им и главен техен спонсор в началото е американския предприемач и филантроп Тед Търнър. Идеята на Търнър е даде шанс на изявените спортисти от конфронтиращите се страни да се състезават в олимпийските спортове помежду си. Игрите, обаче, довеждат до значителни финансови загуби на Търнър и той продава правото за провеждането им на австралийската фирма Тайм Уорнър.
Въпреки значителните усилия на организаторите, Игрите на добра воля не успяват да се наложат още в самото начало. Ето защо състезания се провеждат по ограничен брой дисциплини и с недостатъчно представителен брой спортисти.
Първите летни Игри на добра воля започват да се провеждат в Москва от 5 юли 1986 г. Последните Игри на добра воля се провеждат през 2001 г. в Австралия. През 2000 г. в Лейк Плесид (САЩ) са проведени първите зимни Игри на добра воля. Планираните за 2005 г. летни и зимни игри (съответно във Феникс, САЩ и Калгари, Канада) се провалят поради липса на достатъчно участници.

## Игри на добра воля по години

### Летни игри
- 1986 г. — провеждат се между 5 и 20 юли в Москва (СССР) с участие на 3000 спортисти от 70 страни, състезаващи се в 18 спортни конкуренции;
- 1990 г. — провеждат се между 20 юли и 5 август в Сиатъл (САЩ) с участие на 2600 спортисти от 54 страни, състезаващи се в 21 спорта;
- 1994 г. — провеждат се между 23 юли и 7 август в Санкт Петербург (Русия) с участие на 2000 спортисти от 75 страни, състезаващи се в 25 спортни дисциплини;
- 1998 г. — провеждат се между 19 юли и 4 август в Ню Йорк (САЩ) с участие на 2500 спортисти от 50 страни, състезаващи се в 25 вида спорт.
- 2001 г. — провеждат се между 25 август и 9 септември в Бризбейн (Австралия) по 14 вида спорт с 1300 участници от 70 страни.
- 2005 г. — предвидено е да се проведат във Феникс (Аризона, САЩ), но са отменени.
- Интерес за организиране на игрите през 2014 г. проявява Нигерия.

### Зимни игри
- 2000 г. — провеждат се в Лейк Плесид (САЩ);
- 2005 г. — предвидено е да се проведат в Калгари (Канада), но са отменени.

## Спечелени медали от български спортисти

### Златен медал
- 1986 г.
  - Йорданка Донкова (100 м бягане с препятствия – жени; резултат – 12.40 сек.);
  - Стефка Костадинова (скок височина – жени; резултат – 2,03 м);
  - Цветанка Христова (хвърляне диск – жени; резултат – 69,54 м)

### Сребърен медал
- 1986 г.
  - Христо Марков (троен скок – мъже; резултат – 17,35 м)
- 2001 г.
  - Тереза Маринова (троен скок – жени; резултат – 14,37 м)

### Бронзов медал
- 1986 г.
  - Евгени Игнатов (5000 м бягане – мъже; резултат – 13:47.17 мин.);
  - Гинка Загорчева (100 м бягане с препятствия – жени; резултат – 12.44 сек.);
  - Светлана Исаева (скок височина – жени; резултат – 1,96 м);
- 1994 г.
  - Светла Миткова (тласкане гюле – жени; резултат – 19,74 м)